# Teng Haibin
Teng Haibin (em chinês simplificado: 滕海滨) (Pequim, 2 de janeiro de 1985) é um ginasta chinês que compete em provas de ginástica artística.
Teng é o detentor de uma medalha olímpica, conquistada na edição de Atenas em 2004. Na ocasião, foi o medalhista de ouro na prova do cavalo com alças após superar o romeno Marius Urzică e o japonês Takehiro Kashima, prata e ouro respectivamente. Em edições mundiais, o atleta ainda detém outras cinco conquistas. Entre os anos de 2003 e 2011, Teng subiu ao pódio como vencedor da prova coletiva por três vezes (2003, 2010 e 2011), além de ter sido o campeão do cavalo com alças em 2003 e o vice-campeão das barras paralelas em 2010.